# Konstantin Beskov
Konstantin Ivanovitch Beskov (Moscou, Rússia, 18 de novembro de 1920 — Moscou, 6 de maio de 2006) foi um futebolista soviético, mais conhecido pela sua carreira como treinador e sua permanência por onze anos em um mesmo time, o Spartak Moscou.
Nascido em Moscou, jogou pelo Dínamo da cidade natal como atacante, marcando 126 gols pela equipe, e após o término de sua carreira como atleta, tornou-se um bem sucedido e célebre treinador, que defendeu o Dínamo e o seu rival Spartak, assim como a seleção soviética.
Seu tempo de gestão na equipe do Spartak fez dele e de suas estratégias, conhecidas como Futebol de Beskov, um símbolo do clube durante os anos 1970 e 1980.

## Conquistas

### Como Atleta
- Campeão da URSS (1945, 1949).
- Vencedor da Copa da URSS (1953).
- Honra de Mestre do Esporte (1948).
- Membro do clube de artilheiros Grigori Fedotov (126 gols).
- Vice-campeão dos campeonaos de 1946, 1947, 1948 e 1950.
- Terceiro lugar em 1952.
- Finalista das copas de 1945, 1949 e 1950.
- Membro e um dos "heróis" da viagem do «Dinamo» à Grã-Bretanha (1945) e Escandinávia (1947).
- Redator principal da CTV — 1963 (Junho).
- Membro do Comitê Futebolístico da URSS (1990—1991).
- Autor do livro: «O Jogo do Atacante» (1956-1958) e «Minha Vida no Futebol» (1992).

## Como Treinador

#### Dínamo
- Vencedor da Copa da URSS (1967, 1970).
- Treinador de Honra da URSS (1968).
- Vencedor da Copa da Rússia (1995).

#### Spartak
- Campeão da URSS (1979, 1987).
- Vice-campeão em 1980, 1981, 1983, 1984 e 1985.
- Terceiro lugar em 1982 e 1986.
- Finalista da Copa da URSS em 1981.

- Treinador da Seleção Soviética nos períodos 1963—1964 e 1979—1982.

## Galeria

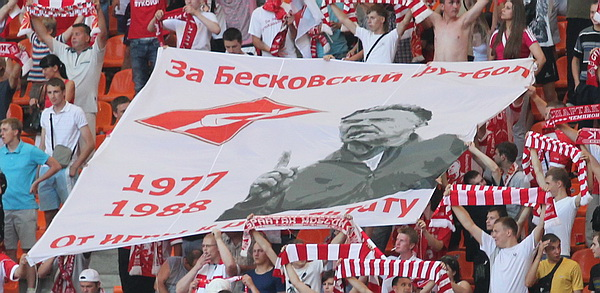
Torcedores do Spartak Moscou homenageiam Beskov.
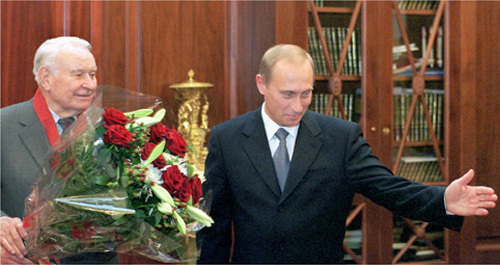
Beskov recebe do presidente Vladimir Putin a ordem em Mérito à Pátria de 2º Grau.